# Ommatius flavipes
Ommatius flavipes är en tvåvingeart som beskrevs av Macquart 1834. Ommatius flavipes ingår i släktet Ommatius och familjen rovflugor.
Artens utbredningsområde är Senegal. Inga underarter finns listade i Catalogue of Life.